# Linia trolejbusowa Ostrov – Jáchymov
Testowa linia trolejbusowa Ostrov – Jáchymov została wybudowana w roku 1963 w celu testowania trolejbusów marki Škoda, które od 1960 roku produkowały zakłady znajdujące się w dzielnicy Dolní Žďár w Ostrowie.

## Przebieg linii
Linia wiodła z zakładów (przy bramie znajdowała się pętla), wąską doliną Jáchymovskiego Potoku, drogą do Jachymowa. W Jachymowie znajdowały się dwie pętle. Pierwszą umieszczono przy granicy miasta obok Pałacu Radium, druga znajdowała się na przeciwległym końcu miasta, obok kościoła św. Joachima. Linia miała długość 6,1 km i na całej długości była dwukierunkowa. Zaletą tej linii (na której nigdy nie prowadzono ruchu pasażerskiego) były wzniesienia sięgające 12%, które umożliwiały sprawdzenie nowo wyprodukowanych trolejbusów.

## Historia
Linia przeszła modernizację w latach 80. W 2004 roku zakończono produkcję trolejbusów w ostrowskich zakładach (przeniesiono ją do Pilzna). Od tego czasu w Ostrowie produkowane były tylko części zamienne dla starszych pojazdów i karoserie zamienne. Ostatni raz trolejbusy wyjechały na linię testową 28 lipca 2004, były to 15TrMM, które w Czeskich Budziejowicach mają numery boczne 56 i 57. Przewody trakcyjne zdemontowano latem 2006, natomiast słupy trakcyjne usunięto tylko na odcinku między Horním Žďárem a Jachymowem, na terenie Ostrowa i Jachymowa większość z nich pozostawiono.

## Obsługa techniczna
Do obsługi linii fabryka wykorzystywała samochód techniczny Praga S5T (rok produkcji 1968), który jesienią 2004 roku przekazano w depozyt do Muzeum Technicznego w Brnie (Technické muzeum v Brně).